# بوشن
بوشن (به آلمانی: Büchen) یک شهر در آلمان است که در هرتسوگتوم لاونبورگ واقع شده‌است. بوشن ۵٬۴۸۳ نفر جمعیت دارد.